# Hektograf

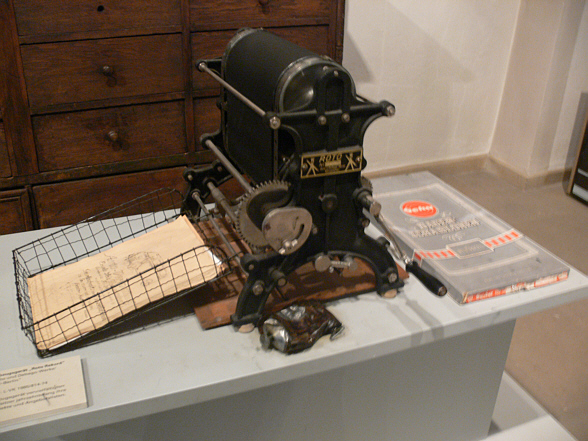
Niemiecki hektograf z ok. 1900 r.

Hektograf – rodzaj powielacza tekstów oraz rysunków, gdzie jako forma do wykonywania odbitek używana jest specjalna woskowana kalka z przeniesionym na nią (przez docisk) oryginałem. Wszelkie odbitki są wykonane tuszem hektograficznym.